# Mobilní robotika
Mobilní robotika je část vědy o robotech, jež se zabývá roboty, kteří se mohou pohybovat (na kolech, pásech, vzduchem apod.) Roboti mohou být zcela autonomní (robot se sám rozhoduje, co udělá, bez vnějšího zásahu) nebo mohou být vzdáleně řízeni (programem či ve spolupráci s člověkem).
Mobilní robotika je v současné době stále ve vývoji a zřídka je možno se setkat se s robotem, který by plnil nějaké běžné úkoly (výjimkou jsou např. automatické vozíky ve skladištích). 
Pro rozvoj a popularizaci zejména autonomní robotiky jsou pořádány různé soutěže, asi nejznámější je DARPA Grand Challenge, v Česku pořádá takovéto soutěže sdružení Robotika.